# Општина Штефан чел Маре (Њамц)
Штефан чел Маре (рум. Ştefan cel Mare) општина је у Румунији у округу Њамц.
Oпштина се налази на надморској висини од 366 m.